# 澤田泰佑
澤田 泰佑（さわだ たいすけ、1996年3月9日 - ）は、福岡放送 (FBS) のアナウンサー。

## 来歴
東京都出身。慶應義塾中等部、慶應義塾高等学校を経て、慶應義塾大学経済学部を卒業。
大学を卒業後、2018年4月に福岡放送に入社。同期に小林茉里奈がいる。
2023年5月12日放送のバリはやっ!ZIP!内で4月末に結婚したことを発表した。

## 人物
3歳から大学卒業まで約20年間サッカーをしていた。大学では体育会ソッカー部に所属。
好きなものは、焼き鳥のささみ、実家にいる犬のルイくん。

## 担当番組
- めんたいワイド - リポーター
- めんたい×家族（2018年 - 2020年） - MC[1]
- 定時ニュース
- スポーツ中継
- バリはやッ!ZIP!
  - 木曜日のサブMC（2022年7月7日 -2023年3月30日 ）
  - 金曜日のサブMC（2022年7月8日 - 9月30日）
  - 金曜日のメインMC（2022年10月7日 - ）
  - 木曜日のメインMC（2023年4月6日-）